# تپه نعیری
تپه نعیری مربوط به دوران پیش از تاریخ ایران باستان است و در شهرستان دهلران، بخش موسیان، روستای جلیزی پائین واقع شده و این اثر در تاریخ ۱۴ مرداد ۱۳۸۲ با شمارهٔ ثبت ۹۵۲۵ به‌عنوان یکی از آثار ملی ایران به ثبت رسیده است.